# Alexander Sergeyev
Alexander Sergeyev (Rusia, 29 de julio de 1983) es un atleta ruso especializado en la prueba de triple salto, en la que consiguió ser medallista de bronce europeo en pista cubierta en 2007.

## Carrera deportiva
En el Campeonato Europeo de Atletismo en Pista Cubierta de 2007 ganó la medalla de bronce en el triple salto, con un salto de 17.15 metros, tras los británicos Phillips Idowu (oro con 17.56 metros) y Nathan Douglas (plata con 17.47 metros).